# مکانیزم انتقال پروتکل اینترنت نسخه ۶
سازوکار انتقال IPv6 یک فناوری است که زیرساخت اینترنت را از پروتکل اینترنت نسخه 4 (IPv4)(مورداستفاده از سال ۱۹۸۳) به جانشین آن یعنی پروتکل اینترنت نسخه 6 (IPv6) منتقل می‌کند. از آنجا که شبکه‌های IPv4 و IPv6 به‌طور مستقیم قابل تعامل نیستند، این فناوری به ما این امکان را می‌دهد تا میزبان‌هایی که از زیرساخت‌های متفاوتی استفاده می‌کنند بتوانند با هم ارتباط برقرار کنند.
برای برآورده شدن معیارهای فنی، باید یک برنامه انتقال مستقیم از IPv4 به IPv6 وجود داشته باشد. کارگروه مهندسی اینترنت (IETF) کار گروه‌ها و بحث و گفتگوهایی را از طریق پیش نویس‌های اینترنتی IETF برگزار می‌کند تا این انتقال هارا بهبود ببخشد. برخی از سازوکارهای پایه برای انتقال IPv6 در RFC 4213 تعریف شده‌است.

## ترجمه IP / ICMP بدون وضعیت
ترجمه بدون وضعیت IP / ICMP (SIIT) ترجمهٔ سرپیام بسته‌ها با فرمت IPv6 به IPv4 و برعکس را انجام می‌دهد. روش SIIT طبقه ای از آدرس‌های IPv6 را با نام آدرس‌های IPv4 ترجمه شده تعریف می‌کند.
این دسته آدرس‌ها پیشوند ffff:0:0:0/96::: دارند و ممکن است به صورت ffff:0:a.b.c.d::: نوشته شوند. آدرس‌های IPv4 که به صورت a.b.c.d نوشته می‌شوند، آدرس ترجمه شدهٔ IPv6 دارند. پیشوند برای صفر شدن کد مجموع مقابله انتخاب شده‌است تا در کد مجموع مقابلهٔ سرآمد لایهٔ انتقال تغییری ایجاد نشود این الگوریتم می‌تواند در مواردی مورد استفاده قرار گیرد که میزبان‌های IPv6 که آدرس IPv4 تخصیص داده شده ندارند بتوانند با میزبان‌هایی که فقط IPv4 را می‌خوانند، ارتباط برقرار کنند..SIIT را می‌توان به عنوان یک مورد خاص از ترجمه آدرس شبکه بدون وضعیت معرفی کرد.
این حاصل کار گروه NGTRANS IETF می‌باشد که برای اولین بار در فوریه سال ۲۰۰۰ توسطE. Nordmark of Sun Microsystems. آغاز شد. بعدها در سال ۲۰۱۱ بازبینی و در سال ۲۰۱۶ نسخهٔ فعلی آن منتشر شد.

## کارگزار تونل
یک کارگزار تونل، اتصال IPv6 را با کپسوله سازی بسته‌های IPv6 در پیوندهای IPv4 و با استفاده از 6in4، فراهم می‌سازد. با این کار در زیرساخت IPv4، تونل‌های IPv6 ساخته می‌شود. این تونل‌ها با پروتکل تنظیم تونل (TSP) یا AYIYA قابل مدیریت هستند.

## 6rd
6rd مکانیزمی برای استقرار سریع سرویس IPv6 در زیرساختهای IPv4 ارائه دهندگان خدمات اینترنت (ISP) است. این مکانیزم آدرس‌های IPv6 را بر آدرس‌های IPv4 نگاشت می‌کند و بسته‌های IPv6 را با تونل‌های اتوماتیک ساخته شده در همان مسیر بهینه ای که بسته‌های IPv4 طی می‌کنند، می‌فرستد.
6rd در سال ۲۰۰۷ برای استقرار گسترهٔ بزرگی از آدرس‌های بومی قرار گرفت (RFC 5569). ریز مشخصات استاندارد پروتکل در RFC 5969 آمده‌است.

## NAT64

NAT64 و DNS64.

NAT64 مکانیزمی است که به میزبان‌های IPv6 امکان برقراری ارتباط با سرورهای IPv4 را می‌دهد. سرور NAT64 نقطه پایانی برای حداقل برای یک آدرس IPv4 و یک بستهٔ شبکه IPv6 با ۳۲ بیت است. (RFC 6052، RFC 6146). مشتری IPv6، ادرسIPv4 که می‌خواهد با آن ارتباط برقرا کند را با کمک این بیت‌ها تعبیه می‌کند و بسته‌ها به آدرس تولید شده ازین کار می‌فرستد. سپس سرور NAT64 یک NAT - نگاشت بین آدرس IPv6 و آدرس IPv4 ایجاد می‌کند و به آنها امکان برقراری ارتباط می‌دهد.